# LTD (アルバム)
『LTD』（エル・ティー・ディー）は、日本のロックバンド、BUCK-TICKが1998年3月11日にマーキュリーより予約限定でリリースしたEP盤。

## 解説
同時発売のシングル「囁き」収録曲4曲にアルバム『SEXY STREAM LINER』収録曲2曲を追加したもの。
B面には盟友であるPIGのレイモンド・ワッツ、インダストリアルロックの雄KMFDMのギタリスト、ギュンター・シュルツ、メンバーが敬愛するバウハウス、ラヴ・アンド・ロケッツのダニエル・アッシュら豪華リミキサー陣によるリミックスが収録されている。

## 収録曲

### SIDE A
1. キミガシン..ダラ
2. SEXY STREAM LINER
3. 囁き

### SIDE B
1. タナトス -the japanic pig mix- remixed RAYMOND WATTS (PIG)
2. MY FUCKIN' VALENTINE -enemymi(full)- remixed GUNTER SCHULZ (KMFDM)
3. Schiz・o幻想 -the spiderman mix- remixed DANIEL ASH (LOVE AND ROCKETS, ex. BAUHAUS)